# Чечени
Чечени (чеч. нохчий, рус. чечены), или Чеченци (рус. чеченцы), су кавкаски народ, који претежно живи у Русији, односно у Републици Чеченији, у којој чини око 95% становништва. Говоре чеченским језиком, који спада у нахску групу североисточнокавкаске породице језика. Чечени себе називају Нохчи (чеч. нохчий). Чечени и Ингуши су заједнички познати као Вајнахи (што значи наш народ на оба језика). Огромна већина данашњих Чечена су исламске вероисповести.
Чеченско друштво је традиционално било егалитарно и организовано око многих аутономних локалних кланова, званих тајпи. 

## Етимологија

### Чечени
Према народном предању, руски израз Чеченци потиче из централне Чеченије, која је имала неколико важних села и градова названих по речи Чечен. Име Чечен се у руским изворима јавља крајем 16. века као Чачана, која се помиње као земља у власништву чеченског принца Ших Мурзе. Етимологија је нахског порекла и потиче од речи Че „(унутра”) придодате суфиксу ча/чан, што се у целини може превести као „унутрашња територија”. Села и градови под називом Чечан увек су се налазила у чечанском подручју које се налази у данашњој централној Чеченији.

### Нохчи (Нахчи)
Иако је Чечан (Чечен) био термин који су Чечени користили за означавање одређене географске области (централна Чеченија), Чечени су себе називали Нахчи (чеч. нахчий; горски дијалекти) или Нохчи (чеч. нохчий; низијски дијалекти). Најстарији помен Нахчија десио се 1310. године од стране грузинског патријарха Кирила Донаурија. Назив Нахчи је такође повезиван са градом Нахчиван и нацијом Нахчаматјан (помиње се као један од народа Сарматије из 7. века) од стране многих совјетских и модерних историчара. Чеченски рукописи на арапском језику из раних 1820-их помињу извесни Нахчуван (близу данашњег Кагизмана, Турска) као домовину свих Нахчија. Етимологија термина Нахчи се такође може схватити као спој речи нах („људи”) и чуо („територија”).

## Географија и дијаспора
Чечени углавном живе у Чеченији. Такође постоји значајна чеченска популација у другим деловима Русије, посебно у Ауху (део данашњег Дагестана), Ингушетији и Москви.
Изван Русије, земље са значајном популацијом чеченске дијаспоре су Казахстан, Турска и арапске државе (посебно Јордан и Ирак). Чечени у Ираку и Јордану су углавном потомци породица које су морале да напусте Чеченију током Кавкаског рата, који је довео до анексије Чеченије од стране Руске Империје 1859. године, док оне у Казахстану потичу од етничког чишћења целокупног становништва које су спровели Јосиф Стаљин и Лаврентиј Берија 1944. године. Десетине хиљада чеченских избеглица населиле су се у Европској унији и другде као резултат недавних Чеченских ратова, посебно у таласу емиграције на Запад након 2002. године.

## Језик
Главни језик чеченског народа је чеченски. Чеченски припада породици нахских језика (језици североисточног Кавказа). Књижевни чеченски је заснован на централном низијском дијалекту. Други сродни језици укључују ингушки, који има говорнике у суседној Ингушетији, и бацбијски, који је језик народа у суседном делу Грузије. У различитим периодима своје историје, Чечени су користили грузинско, арапско и латинично писмо; од 2008. званично писмо је руска ћирилица.
Већина Чечена који живе у својој домовини са лакоћом разуме ингушки. Ова два језика нису заиста међусобно разумљива, али Чеченима је лако да науче како да разумеју ингушки језик и обрнуто током времена након што га чују неко време.
Године 1989, 73,4% Чечена је говорило руски, иако је овај број опао због ратова из великог броја разлога (укључујући недостатак одговарајућег образовања, одбијање учења језика и масовно расељавање чеченске дијаспоре због рата ). Чечени у дијаспори често говоре језиком земље у којој живе (енглески, француски, немачки, арапски, пољски, грузински, турски итд.).

## Познати Чечени
- Ахмад Кадиров
- Рамзан Кадиров
- Адам Делимханов
- Џохар Дудајев
- Аслан Масхадов
- Шамил Басајев